# Coffea liberica

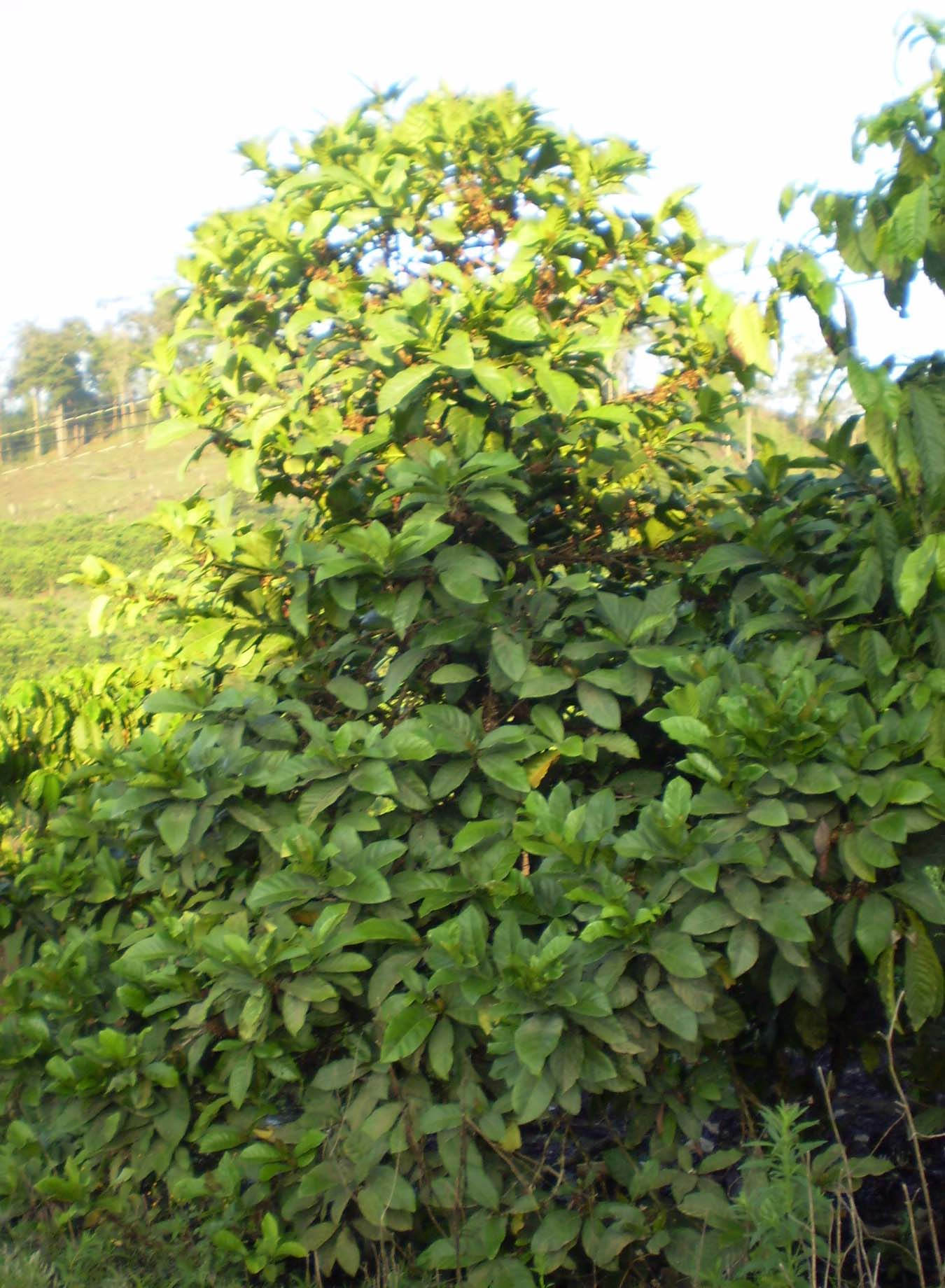
Coffea liberica.

Coffea liberica, comúnmente conocida como el café de Liberia, es una especie de planta con flores de la familia Rubiaceae, una de las especies de la que se produce el café. La planta es nativa de África occidental y central desde Liberia, de ahí su nombre, hasta Uganda y Angola. Se ha naturalizado en Filipinas, Indonesia, Seychelles, las islas Andaman y Nicobar y Malasia .

## Descripción
Los árboles de Coffea liberica son muy altos, alcanzando hasta 20 m (65,6 pies) de altura. Se cosechan utilizando escaleras para alcanzar el frijol. El tamaño de las cerezas, los granos y las hojas de barako también se encuentran entre las más grandes de todas las variedades del café.
La forma de los frijoles del café liberica es única entre las demás especies comerciales (principalmente la arábica y la robusta) y otras variedades de la misma especie (liberica var. dewevrei). Es un frijol asimétrico, con un lado más corto que el opuesto, creando un característico "gancho" en la punta del grano. El surco central también es más irregular en comparación con otros granos de café.
Se han reportado niveles de 16-O-Metilcafestol en los granos de C. liberica.Boletin informativo. Centro Nacional de Investigaciones de Café, Federación Nacional de Cafeteros de Colombia. 2008. p. 185. Consultado el 20 de marzo de 2023.</ref>